# Carlsberg Group
«Carlsberg Group» — данська пивоварна компанія, заснована 1847 року промисловцем Якобом Крістіаном Якобсеном та названа на честь його сина Карла. На сьогодні — потужна міжнародна пивоварна група, яка володіє виробничими потужностями у більш ніж 20 країнах світу та займає 4-те місце у рейтингу світових пивоварних корпорацій за рівнем доходів (після Anheuser-Busch InBev, SABMiller та Heineken International).

## Історія

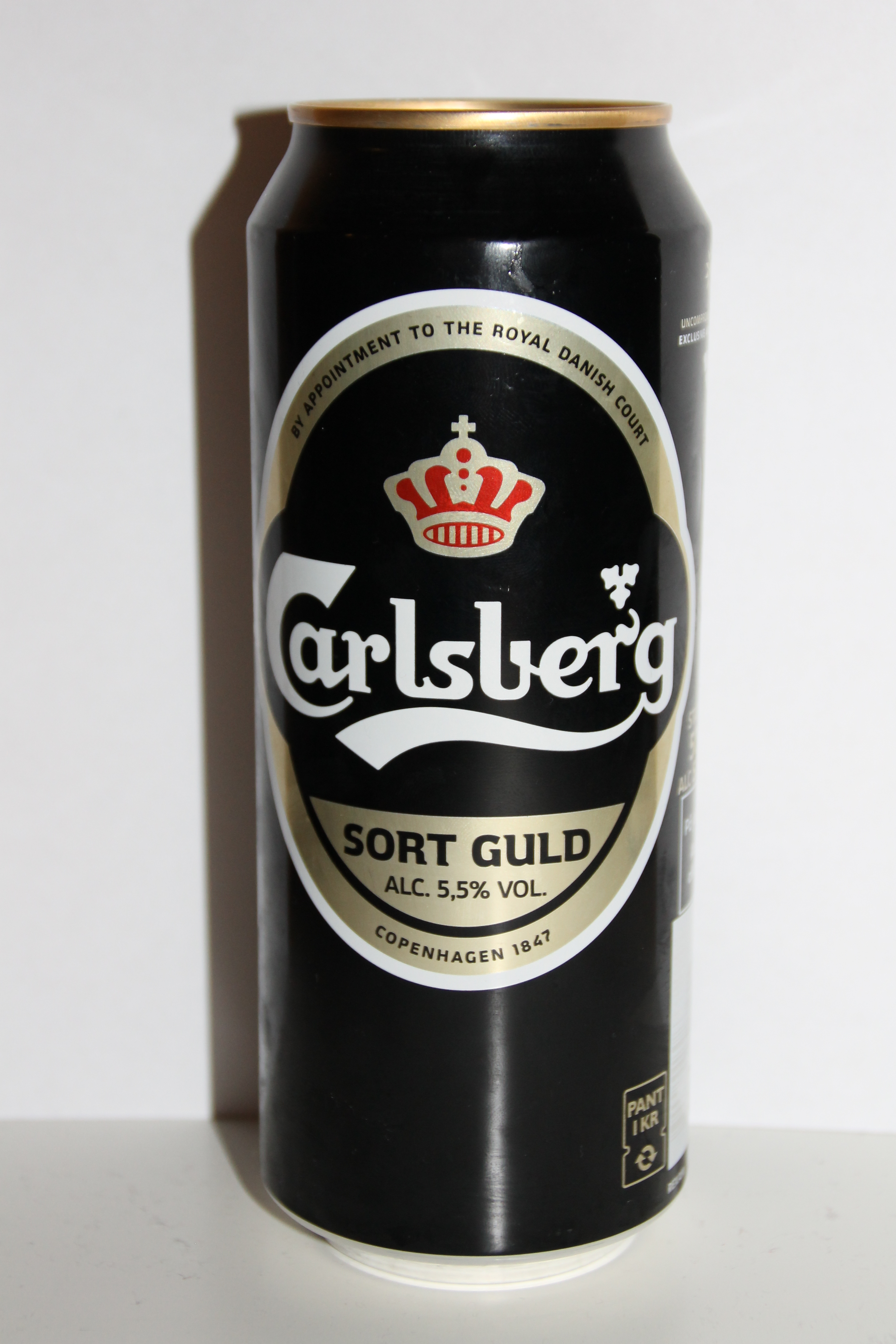
Carlsberg Sort Guld

Компанію було засновано на околиці Копенгагена данським промисловцем Якобом Крістіаном Якобсеном у 1847 році, першу партію пива зварено 10 листопада того ж року. 1875 року почала роботу лабораторія Carlsberg, покликана забезпечити високі стандарти якості продукції броварні. Поступово Carlsberg став одним з провідних виробників пива у країні.
Продукція Carlsberg експортувалася на зовнішні ринки, починаючи з 1868 року, однак міжнародна виробнича експансія компанії розпочалася лише 1968 року з відкриттям броварні у Блантайрі, найбільшому місті південноафриканської Малаві. 1970 року Carlsberg придбав одного з головних конкурентів на внутрішньому ринку — компаніюTuborg. У 1990 активи Carlsberg поповнила англійська броварня Tetley.
2001 року Carlsberg Group уклала угоду з норвезькою холдинговою компанією Orkla ASA, за умовами якої отримала контроль над пивоварними активами норвезького холдингу, які включали пивоварні підприємства у Північній та Східній Європі. Подальший розвиток міжнародного бізнесу Carlsberg пов'язаний з купівлею, спільно з іншим «пивним гигантом» — компанією Heineken International, британської пивоварної корпорації Scottish & Newcastle. До данської компанії відійшли пивоварні активи британців у Китаї, В'єтнамі, Франції та країнах Східної Європи. Carlsberg Group також належить грецька броварня Mythos.
17 липня 2023 року, згідно повідомлення служби BBC News, Росія взяла під контроль російські дочірні компанії виробника йогуртів Danone і пивної компанії Carlsberg. Згідно з розпорядженням російського президента, підрозділи перейшли до «тимчасового управління» держави.
У жовтні 2023 року Carlsberg розірвала ліцензійні угоди у Росії після рішення Москви на початку цього року взяти під свій контроль пивоварні заводи данської групи в країні.

## Carlsberg Group в Україні
На ринок України Carlsberg Group вийшла 2001 року, отримавши 50 % частку власності у холдингу Baltic Beverages Holding, який контролював 3 пивоварних заводи в Україні. 2008 року данська компанія придбала частку активів компанії Scottish & Newcastle, другого співвласника Baltic Beverages Holding, отримавши, зокрема, повний контроль над цим холдингом. На сьогодні операційне управління підприємствами холдингу в Україні (Пивобезалкогольний комбінат «Славутич» у Запоріжжі, Київський пивоварний завод «Славутич» та Львівська пивоварня) здійснюється групою Carlsberg через компанію Славутич, Carlsberg Group.
Сукупна потужність підприємств Carlsberg Group в Україні досягає 70 мільйонів декалітрів, по результатах 2014 року компанія контролювала 28 % обсягів українського ринку, утримуючи за цим показником 2 місце на ринку та поступаючись лише підконтрольній Anheuser-Busch InBev компанії ПрАТ «АБІНБЕВ ЕФЕС УКРАЇНА».